# شاد راندهاوا
شاد راندهاوا (به انگلیسی: Shaad Randhawa) (زاده ۲۱ نوامبر ۱۹۷۸) بازیگر هندی است.
از فیلم‌هایی که وی در آن نقش داشته است می‌توان به مستی‌زاده، یک تبهکار، داستان نفرت ۴، آن لحظات، وسط خال، ولگرد، حماسه بمبئی، حقیقت تنها پیروزی است ۲، بازگشت یک شرور و دارم می‌میرم اشاره کرد.